# 燃え尽き症候群
燃え尽き症候群（もえつきしょうこうぐん）、またはバーンアウト（英: burnout）は、対人関係などに由来する過剰且つ慢性的なストレス刺激を経た結果として生じる情緒的消耗感。
主に、対人サービス従事者が一定の生き方や関心に対して献身的に努力したにもかかわらず、期待した結果が得られなかった場合により感じる徒労感や欲求不満、および、努力の結果、目標を達成したあとに生じる虚脱感などを指す。
極度のストレスがかかる職種やスポーツ選手が、一定の期間に過度の緊張とストレスの下に置かれた場合に発生することが多いと言われている。
情緒的消耗感とは「仕事を通じて、精力的に力を出し尽くし、消耗してしまった状態」である。

## 定義
ハーバート・フロイデンバーガー（Herbert J. Freudenberger）の定義によると、持続的な職業性ストレスに起因する衰弱状態により、意欲喪失と情緒荒廃、疾病に対する抵抗力の低下、対人関係の親密さ減弱、人生に対する慢性的不満と悲観、職務上能率低下と職務怠慢をもたらす症候群。
『精神障害の診断と統計マニュアル』における認識障害には記載されておらず、『疾病及び関連保健問題の国際統計分類』第10版(ICD-10)では、「Z73 生活管理困難に関連する問題」の「重要な枯渇の状態」(Z73.0)と認識されているが、「障害」とは見なされない。
以下の3つの症状から定義される｡
1. 情緒的消耗感
  - 仕事を通じて、情緒的に力を出し尽くし、消耗してしまった状態。
2. 脱人格化
  - クライアントに対する無情で、非人間的な対応。
3. 個人的達成感の低下
  - ヒューマンサービスの職務に関わる有能感、達成感。（消耗及び喪失）

## 症状
徒労感や精神的苦痛から仕事や学校などの必要目的事項に対する意欲の減退や関心の低下、精神的苦痛が徐々に進行し、朝起きられない、職場や学校、部活等に行きたくない、人間関係の破局、深刻な腹立ち、罪悪感や過度な不安による鬱症状、自業自得の原理に基づいた客観的矛盾に対する腹立ち及び恨みや憎しみを受ける負の連鎖などといった状態に陥り、突然の辞退、休暇、無関心、過度な消費による吐口の見出し、最終的には、現実からの逃避、深刻な鬱感、薬物やアルコール、ニコチン等の化学物質の過度な摂取による自我逃避、家庭生活の崩壊、対人関係の忌避、最悪の場合、自殺や犯罪、過労死や突然死などに終わるという。

## 歴史
この言葉は、1970年代半ば、アメリカで対人業務の精神衛生が注目されるようになり、1974年にアメリカの精神心理学者 ハーバート・フロイデンバーガーのケース分析の中で初めて使われた。
1976年 Maslach が定義を行った。
社会心理学者クリスティーナ・マスラーク (Christina Maslach) によって「マスラーク・バーンアウト・インベントリー」(Maslach Burnout Inventory)という重症度判定基準が考案されている。
日本では、1980年代中ごろより使われ始めた。

## 例
プロ野球では長いシーズン、長い現役生活を送ることもあり、チームが優勝したり、キャリアハイの成績を上げたりすると突如として起こるとされている。森本稀哲も起きたと語る。

## 病理研究
燃え尽き症候群に似ている患者らを対象とした研究において、糖質コルチコイドによる白血球からのIL-6放出抑制がうまく機能していないとする報告がある。